# 岩村琴美
岩村 琴美（いわむら ことみ、1月10日 - ）は、日本の女性声優。埼玉県出身。

## 略歴
同人舎「たまごの会」、スクールデュオ2期生、talk back養成所卒業。
2015年10月までケンユウオフィスに所属していた。
山川琴美との声優ユニット「でちことっ」のメンバーでもある。

## 人物
声種はメゾソプラノ。
趣味・特技は耳かき、物作り、ファッション。

## 出演

### テレビアニメ
2000年代
- 最遊記RELOAD GUNLOCK（子供）
- おくさまは女子高生（女子生徒、生徒）
- Gift 〜eternal rainbow〜（マイコ）
- Strawberry Panic（桜木花織、乗馬部員、生徒A、生徒C）
- TOKKO 特公（犬飼愛美、看護士）
- 半分の月がのぼる空（金子まなみ、アナウンス、お天気キャスター）
- 鋼鉄神ジーグ（所員J、女性C、女C）
- ZOMBIE-LOAN（斉東由美）
- はぴはぴクローバー（メルのママ、アナグマさん、ペペ、エル、アライグマ兄、動物）
- BLUE DRAGON（子分、幼少のゾラ、ホメロンジュニア 他）
- MAJORシリーズ（茂野真吾、真紀子、アナウンス、清水の友人）
- 仮面のメイドガイ（木下望、エレベーターガール、巨乳バイトA、隻眼メイド）
- テレパシー少女 蘭（山野千佳、郎女）
- BLUE DRAGON 天界の七竜（マチルダ、レイラ）
- Mnemosyne-ムネモシュネの娘たち-（OL）
- 花咲ける青少年（女生徒）

### OVA
- 最遊記RELOAD -burial-（2007年、酒場の女A）

### ゲーム
- シェンムーII（2001年）
- SWITCH（2002年、PEER / ピア）
- Cafe Little Wish（2003年、セレス）
- クイズケータイQモード 〜MailもChatも恋しTel〜（2003年、赤江千夏）
- F 〜ファナティック〜（2004年、リー・ユンファ）
- スーパーリアル麻雀 同窓会（2004年、ボイスアクトレス）
- GALAXY ANGEL 〜Eternal Lovers〜（2005年、一般乗組員B）
- プリンセスコンチェルト（2005年、聖カナン王妃、ティエロット王妃）
- 桃色大戦ぱいろん（2008年、ロザリンド＝フォン＝シュバルツヴィンド）
- 三国恋戦記〜オトメの兵法!〜（2010年、大喬）
- アラビアンズ・ダウト〜The engagement on desert〜（2013年、ラスティア＝オラサバル[3]）
- IslandDays（2014年、加藤乙女）
- アドヴェントガール（2016年、司馬懿）
- 神航の地平線（2016年、ピューペット、リジイア、ニーナ）

### 吹き替え

#### 映画・テレビドラマ
2000年代
- シナリオライターは君だ!
- パピヨンの贈りもの
- 変身パワーズ
- ニュー・ガイ ハイスクールウォーズ（コートニー）
- ブラウン・バニー ※ビデオ版
- 風林高
- 恋する神父
- ファンタスティック・カップル（ユンソク）
- クリミナル・マインド FBI行動分析課（リンジー〈ジーア・マンテーニャ〉）
- Dirt/ダート
- チェブラーシカ ※三鷹の森ジブリ美術館ライブラリー版
- ゴシップガール（ケイティ・ファーカス、ネリー・ユキ）
- プロジェクト・ランウェイ シーズン4（アマンダ）
- BONES シーズン2（ミシェル・ウェルトン〈ダナ・デイヴィス〉）
- ローマ帝国に挑んだ男 -パウロ-（ディナ）

#### アニメ
- スター・ウォーズ/クローン・ウォーズ (テレビアニメ)（2009年、ニーユートニー女王、ロロ・バース）
- モンスターVSエイリアン

### ドラマCD
- Strawberry Panic ミアトル編（桜木花織）
- おしかけ形4畳半シリーズ（ピオ・アンダソン）
- 狼と香辛料 番外編ドラマCD「狼と琥珀色の憂鬱」（女の子）
- カオシックルーン（ゾア、源モモエ）
- 最遊記RELOAD ミニドラマCD WISHES!（魔人）
- 最遊記RELOAD ヘイゼル編（雪香）
- 三国恋戦記〜オトメの兵法!〜（大喬）
- 少年進化論 羊のうた（佐崎）
- 聖VA学園へようこそ! 〜sweetchance〜（夏芽奈津子）
- 大魔王アリス（ゲストキャラクター）
- 獏狩り4〜神和篇〜（八神真冬）
- ヘタリア ドラマCD インターバルVol.3 北欧ファイブ!
- リネージュII ドラマCD 冒険はみちづれっ☆（メイファ）
- 私は私のまま、誰にでも変われる キャラクターCD Vol.2 五城百合花 （小坂なつき）

### BLCD
- 愛欲トラップ（幼稚部の彬）
- 合鍵（井上瑞紀）
- 苺王子（メイド）
- 色街シリーズ 珊瑚&猫柳編 傾城秘話 籠の中で〜籠の華（娘）
- 影の館1 -光の書-（花乙女たち）
- 貴族シリーズ 2「愛される貴族の花嫁」（桃子）
- きみと手をつないで（麻衣）
- 恋のためらい愛の罪（ホステス1）
- 恋はいつも嵐のように+(プラス)（女子大生）
- こどもの瞳（柊、受付）
- 罪作りな君（榊魅弥）
- 罪シリーズ 3「罪な悪戯」（美恵子、女子社員1）
- 東京・心中（あきなの母）
- 透過性恋愛装置（三田）
- ハーレムビートは夜明けまで（女子柔道部主将）
- プライド（女子高生）
- さあ、恋におちたまえ 3、4（女子生徒）
- 世界のすべてが敵だとしても（女性A）
- 唯我独尊な男（由衣）

### ラジオ
- Chox2ラジ（2007年2月 - 2008年9月）
- でちことっラジオ（ラジオNIKKEI）
- ヘルシーメルシー☆（ラジオNIKKEI：2007年 - 2010年8月28日）

### ナレーション
- アンパンマンとあそぼ NEWあいうえお教室3DS（TVCM）
- M-ON! SPECIAL 「音楽×デジモノ」（MUSIC ON! TV）
- のびのびシティさいたま市(さいたま市広報番組・テレビ埼玉)

### テレビドラマ
- お兄ちゃん、ガチャ（2015年、日本テレビ系） - 声の出演

### 舞台
- ケンユウオフィス5周年記念公演
- タンバリンプロデューサーズ「怪し会〜伍」（2012年8月23日‐26日、もっとい不動 密蔵院）

### その他
- オーディオブックCD（朗読）
  - 岡本綺堂著「半七捕物帳 お照の父」
  - 寺田寅彦著「病院の夜明けの物音」
  - 野口雨情著「女王」